# Juliette Charlotte Hébert
Pour les articles homonymes, voir Hébert.
 Juliette Charlotte Hébert, née à Genève le 11 décembre 1837 et morte le 28 mars 1924 , est une artiste suisse, peintre en miniature sur émail. Elle est membre de la famille d'artistes Hébert et fille de Jules Hébert.

## Biographie
Élève de son père et de Gaspard Lamunière, elle obtient en particulier une médaille de bronze lors de l'Exposition universelle de 1889.

## Expositions collectives
- 01.09.1917-30.09.1917 : Exposition des peintres sur émail et émailleurs genevois : Musée d'art et d'histoire de Genève ;
- 26.8.1928-30.9.1928 : Retrospektive Abteilung der Saffa. Katalog. Kunstmuseum (Berne), 1928[6] ;
- 12.5.1995-21.8.1995 : L'âge d'or du petit portrait. Bordeaux, Musée des Arts décoratifs, 1995; Genève, Musée de l'horlogerie, 1995[7] ;
- 28.9.1995-15.12.1995 : L'âge d'or du petit portrait. Bordeaux, Musée des Arts décoratifs, 1995; Genève, Musée de l'horlogerie, 1995[7] ;

- 25.1.1996-22.4.1996 : L'âge d'or du petit portrait. Bordeaux, Musée des Arts décoratifs, 1995; Genève, Musée de l'horlogerie, 1995[7].

## Collections publiques
Le Musée Rath conserve d’elle un émail sur cuivre : Portrait de Gaspard Lamunière.